# Lista mănăstirilor din Republica Moldova
Aceasta este o listă a mănăstirilor din Republica Moldova.

## B
- Mănăstirea „Maica Domnului Grabnic Ajutătoare” din Bălți
- Mănăstirea Bocancea (fostul schit Antoneuca) din Bocancea-Schit, Sîngerei
- Mănăstirea Briceni (Briceni)
- Mănăstirile rupestre Butuceni

## C
- Mănăstirea Capaclia din Capaclia, Cantemir
- Mănăstirea Călărășeuca, raionul Ocnița
- Mănăstirea Căpriana, raionul Strășeni
- Mănăstirea Ceadîr-Lunga, UTA Găgăuzia
- Mănăstirea Chistoleni de lângă Sadaclia, Basarabeasca
- Mănăstirea Chiștelnița (Chiștelnița, Telenești)
- Mănăstirea Ciuflea din Chișinău
- Schitul Coada Iazului (Coada Iazului, Sîngerei)
- Mănăstirea Condrița, mun. Chișinău
- Mănăstirea Cosăuți, raionul Soroca
- Mănăstirea Cuizăuca (Cuizăuca, Rezina)
- Mănăstirea Curchi, raionul Orhei
- Mănăstirea Cușelăuca, raionul Șoldănești

## D
- Mănăstirea Dobrușa, raionul Șoldănești

## E
- Mănăstirea „Elisabeta Fiodorovna” din Edineț

## F
- Mănăstirea Frumoasa, raionul Călărași

## H
- Mănăstirea Hagimus, raionul Căușeni
- Mănăstirea Hirova din Neculăieuca, Orhei
- Mănăstirea Hîncu din Bursuc, Nisporeni
- Mănăstirea Hîrbovăț, raionul Călărași
- Mănăstirea Hîrjauca, raionul Călărași
- Mănăstirea Horești (Horești, Ialoveni)

## I
- Schitul Izvoare, Izvoare, raionul Fălești

## J
- Mănăstirea Japca, raionul Florești

## N
- Mănăstirea Negrea (Negrea, Hîncești)
- Mănăstirea Nicoreni (Nicoreni, Soroca)
- Mănăstirea Noul Neamț, Chițcani, Republica Transnistreană Moldovenească
- Schitul Noul Neamț, Chițcani, Republica Transnistreană Moldovenească

## P
- Mănăstirea Pripiceni-Curchi, raionul Rezina

## R
- Mănăstirea Răciula, raionul Călărași
- Mănăstirea Rudi, raionul Soroca

## S
- Mănăstirea Saharna, raionul Rezina
- Mănăstirea Sireți (Sireți, Strășeni)
- Mănăstirea Suruceni, raionul Ialoveni
- Mănăstirea Stîrceni, , raionul Florești
- Mănăstirea Călugăr, s.Stroiești￼ Transnistria

## T
- Mănăstirea Tabăra, raionul Orhei

## Ț
- Mănăstirea Țigănești, raionul Strășeni
- Mănăstirea Țipova, raionul Rezina

## U
- Mănăstirea Ulmu, raionul Ialoveni

## V
- Mănăstirea Vărzărești, raionul Nisporeni
- Mănăstirea Veverița (Veverița, Ungheni)

## Z
- Mănăstirea Zăbriceni, raionul Edineț
- Mănăstirea Zloți, raionul Cimișlia